# Solid Surface
Solid Surface jsou nazývány převážně deskové materiály upravitelné do kompaktního povrchu beze spár. Obecné složení: pojivo (15-25%), plnivo (cca 70-80%) a pigmenty. Jako plnivo je použit derivát bauxitu ATH (aluminium trihydrát), jako pojivo buď Polymetylmethakrylát nebo Polyester. Často bývá řazen i do kategorie Kompozitní materiály.

## Historie
Prvním materiálem tohoto typu je Corian, vyrobený v roce 1964 společností DuPont. Druhým výrobcem v pořadí byla společnost Aristech Acrylics LLC s produktem Avonite obdobného složení – plnivo Polymetylmethakrylát. Aristech Acrylics LLC uvedla první materiál na bázi Polyester. V dnešní době vyrábí materiály tohoto typu řada společností na celém světě, největší centra výroby jsou v Americe a Koreji. Největší výrobci – DuPont, LG, Aristech Acrylics LLC, Samsung, Wilsonart, Formica a další.

## Vlastnosti
Obecné uváděné společné vlastnosti jsou:
- odolnost proti nárazům, odolnost proti chemickým prostředkům, UV záření a vodě
- je kompaktní, neporézní, nenasákavý, má hladké spoje beze spár, což přispívá k jeho hygieničnosti i estetickému vyznění, lze z něj snadno odstraňovat škrábance a nečistoty
- lze opracovávat jako dřevo (stejné vybavení, jiná tvrdost nástrojů)
- vyrábí se primárně v deskách – dekory napodobují vzhled umělého kamene, dřeva, existují varianty jak plných barev, tak průsvitné (lucentní, translucentní), a také luminiscenční
- lze tvarovat za tepla na lisech - vakuových i hydraulických Termoforming, minimální poloměry tváření se liší podle typu pojiva
- vlastnosti se mohu mírně lišit dle konkrétního složení nebo procesu výroby. Příměsi typu drcené optické vlákno (Swanstone, The Swan Corporation) přináší znásobení tvrdosti a pevnosti, znemožňují ale Termoforming. Temperování při tuhnutí smíchané hmoty nebo více pojiva Polymetylmethakrylátu přináší větší homogenitu složení materiálu a tím i lepší možností Termoformingu. Broušení vyrobených desek oboustranně umožňuje snazší použití zpracovatelem.

## Použití
Vhodné použití jsou namáhané plochy, plochy často udržované nebo plochy kde je nutná vysoká čistota. Další kategorii tvoří design, kde je využití právě v možnosti organického tvarování, ale bez viditelných spojů.
Nejčastější aplikace:
- kuchyňské pracovní desky - v této kategorii je také často nazýván umělý kámen a realizací typickou je pracovní deska a dřez vzhledově působící z jednoho kusu. Zde soupeří nejčastěji s pravým kamenem a nebo konglomerovaným kamenem.
- barové pulty, recepční pulty
- laboratorní stoly
- obklady stěn
- umyvadla, sprchové kouty a koupelny
- fasády

## Materiály z kategorie Solid Surface
Avonite od společnosti Aristech Acrylics LLC, Corian a Montelli od společnosti DuPont, HI-MACS od LG, Staron od Samsungu, Swanstone od The Swan Corporation a další (Akillika, Getacore, GrandStone, Koris, Lechner, Monerte, Owell Stone, Rausolid, Sunmoon, Dellmond, Grapol, Huaxun, Kuraray, Magicstone, Plexicor, Shock/Sheer, Topstone, Bitto, Dovae, Gibraltar, Harmony, Kanger, Laminart, Meganite, Opal, Polystone, Solid Top, Tristone, Brilliant, Formica/Surell, Goldstone (Bien), Hanex, Kerrock, Leada, Mermaid, Ordan, Pytron)